# Kulturowe procesy formowania
Kulturowe procesy formowania – w archeologii: przypadkowe lub celowe działania ludzi, które mają bezpośredni związek z wykonywaniem lub tworzeniem przedmiotów, budowaniem lub opuszczaniem budowli i zagospodarowaniem środowiska.
Kulturowe procesy formowania dzielą się na:
- odzwierciedlające zachowania i działania ludzkie przed zagrzebaniem danego stanowiska czy przedmiotu.
- procesy, które nastąpiły później np. grabież.

W praktyce taki dwuczęściowy podział nie zawsze jest widoczny. Większość stanowisk archeologicznych ma skomplikowaną sekwencję uformowania złożoną z naprzemiennie powtarzającego się zagrzebywania i odgrzebywania.